# Наньань (Цюаньчжоу)
Наньа́нь (кит. упр. 石狮, пиньинь Shíshī) — городской уезд городского округа Цюаньчжоу провинции Фуцзянь (КНР).

## История
В эпоху Троецарствия, когда эти места входили в состав государства У, из уезда Хоугуань был выделен уезд Дунъань (东安县). После объединения китайских земель в империю Цзинь уезд был в 282 году переименован в Цзиньань (晋安县). Во времена империи Суй уезд был в 589 году переименован в Наньань (南安县). Во времена империи Тан в 720 году из уезда Наньань был выделен уезд Цзиньцзян. В эпоху Пяти династий и десяти царств в 933 году, когда эти земли находились в составе государства Поздняя Тан, был выделен уезд Таоюань, а в 955 году, когда эти земли находились в составе государства Поздняя Чжоу, из уезда Наньань был выделен уезд Цинси.
После образования КНР в 1949 году был создан Специальный район Цюаньчжоу (泉州专区), и уезд вошёл в его состав. В 1955 году Специальный район Цюаньчжоу был переименован в Специальный район Цзиньцзян (晋江专区). В 1971 году Специальный район Цзиньцзян был переименован в Округ Цзиньцзян (晋江地区).
Постановлением Госсовета КНР от 14 мая 1985 года округ Цзиньцзян был преобразован в городской округ Цюаньчжоу.
Постановлением Госсовета КНР от 12 мая 1993 года уезд Наньань был преобразован в городской уезд.

## Административное деление
Городской уезд делится на 3 уличных комитета, 21 посёлков и 2 волости.

## Экономика
В уезде расположен завод JOMOO (сантехника для ванн и кухонь).